# Juntas Españolas
Las Juntas Españolas eran un proyecto político de extrema derecha surgido a raíz de un llamamiento realizado por el extinto diario El Alcázar en octubre de 1984 a través de su director, Antonio Izquierdo, por medio de un «Manifiesto a los Españoles» y tras el fracaso y auto-disolución de la Fuerza Nueva de Blas Piñar, de la que pretendía llenar su espacio político.

## Historia
Nacidas al principio como Juntas Españolas de Integración (J.E.I.), revisaron ideológicamente algunos elementos desfasados en el discurso de derecha radical (llegaron a aceptar la Ley del Divorcio, por ejemplo) e intentaron renovar y modernizar el mensaje de la extrema derecha en España, alineándose con la imagen y la estrategia del Front National francés de Jean-Marie Le Pen. El partido fue presentando oficialmente de forma pública el 17 de octubre de 1984.
Contaron con una organización Juvenil llamada Patria y Libertad, que gozó de cierta autonomía, siendo el exdirigente de Fuerza Joven, Jorge Cutillas, su secretario general. Patria y Libertad, destacó además por su perfil renovador que pretendía continuar la senda de los disueltos Frente Nacional de la Juventud y el Frente de la Juventud, así como de las organizaciones neofascistas europeas, bajo la influencia de Ernesto Milà (exdirigente de Fuerza Joven, Frente Nacional de la Juventud y Frente de la Juventud), editando este varios cuadernos formativos de «Ediciones Alternativa» y una revista llamada con el mismo nombre de la organización juvenil. Finalmente, Patria y Libertad acabó disolviéndose por discrepancias de determinados sectores con la dirección de Juntas Españolas y el temor de ésta a perder el control de la organización juvenil.
Una vez desvinculadas del diario El Alcázar y pasando Juntas Españolas a ser presididas por Ramón Graells, antiguo dirigente de Fuerza Joven y del Frente Nacional de la Juventud, primero y Juan Peligro, un exoficial de la Armada Española, después, se caracterizó por su alejamiento de todo tipo de actos nostálgicos y conmemorativos del franquismo político (18 de julio y 20-N, sobre todo) y por la realización de novedosas e imaginativas campañas políticas que solían tratar temas entonces de actualidad (la droga, el separatismo, la precariedad laboral, los problemas de la juventud, la incipiente inmigración). Tuvieron su propia sección juvenil, llamadas Juntas Jóvenes.
Tuvo gran implantación sobre todo en Valencia y Barcelona, ciudad esta última donde impulsó y potenció todos los 12 de octubre, el Día de la Hispanidad, un acto de homenaje a la bandera española, así como campañas en defensa del bilingüismo.
Llegó a presentar candidatura a unas elecciones autonómicas catalanas, con escaso éxito.
En 1994, tras no cristalizarse un acuerdo de fusión previamente firmado con el Frente Nacional de Blas Piñar por la disolución de este último partido, formó una coalición electoral con la neonazi CEDADE[cita requerida] y algunos elementos conservadores salidos del Partido Popular (como Carlos Ruiz Soto, exfalangista y fundador de Alianza Popular) que se presentó a las elecciones al Parlamento Europeo de 1994, cuyo nombre fue Alternativa Demócrata Nacional (ADN), obteniendo en toda España 4689 votos.
Este proyecto decidió refundarse como partido único en septiembre de 1995 con el nuevo nombre de Democracia Nacional (DN), en cuya presidencia se ratificó a Juan Peligro.